# Majid Saeedi
Majid Saeedi (en persan : مجید سعیدی) est un photojournaliste et photographe de guerre indépendant iranien né à Téhéran en 1973.
Il est récompensé par un World Press Photo en 2013 et le Prix Lucas Dolega en 2014.

## Biographie
Majid Saeedi est né en 1973 à Téhéran où il grandit. Il fait du théâtre et commence la photographie : « J'avais seize ans et mon père possédait une ferme avicole. J’ai donc photographié les poulets. Puis j’ai quitté l'école et suis allé travailler l’après-midi. J’ai passé beaucoup de temps à la maison de la culture le matin et c’est là que je me suis intéressé au photojournalisme ».
Majid s’intéresse aux problèmes humanitaires au Moyen Orient pendant la guerre du Golfe, à l’occasion de l’arrivée de réfugiés à la frontière Iran-Irak.
En 2000, le magazine Time l’accrédite pour photographier la guerre en Afghanistan contre les Talibans.
En juillet 2009 il est arrêté et torturé et interrogé dans un lieu secret pendant quarante jours par la police qui l’accuse d’être un espion à la solde des États-Unis et d’Israël,. Son équipement photographique est confisqué.
Pour être libéré, il doit avouer qu’il a pris les photos sans autorisation et accepter de ne plus violer l’interdiction. L’accusation d’espionnage est abandonnée et il est condamné à trois années d’emprisonnement. Il est libéré sous caution mais n’a plus le droit de travailler en Iran.
Il fuit le régime de Mahmoud Ahmadinejad, et s’installe à Kaboul en Afghanistan.
Majid Saeedi voyage dans de nombreux pays du Moyen-Orient dont il photographie les injustices et les atrocités qui frappent les populations.
Il est blessé lors d’un attentat qui a visé le 6 juin 2014 le convoi du candidat à l’élection présidentielle afghane, Abdullah Abdullah.
Son travail en noir et blanc qui documente sur la vie quotidienne en Afghanistan au milieu des séquelles de la guerre a été réalisé sur une période de quatre ans, et a été remarqué par Jean-François Leroy qui l’a exposé à Perpignan pour la 25e édition de Visa pour l’image et a obtenu le Prix Lucas Dolega en 2014.
Majid Saeedi a dirigé les départements de photographie de diverses agences de presse en Iran où il a fini par rentrer, et a reçu à huit reprises le titre de « photographe iranien de l’année ».
Ses photos sont publiées par des publications internationales telles que Der Spiegel, Life, The New York Times, The Washington Post, Time Magazine, Paris Match, Slate, L’Obs, et diverses agences en ligne du Moyen-Orient.
Le 25 août 2021, Majid Saeed est arrêté par la police dans la ville de Khoy en Iran, en compagnie d’un reporter du quotidien Shargh, alors qu’il réalisait un reportage sur la situation des réfugiés afghans à la frontière irano-turque et qu’il avait toutes les autorisations nécessaires pour travailler. Il est libéré le 14 septembre 2021.
Photographe indépendant, Majid Saeedi est diffusé par l’agence photographique Getty Images. Il pratique aussi la photographie de rue.

## Publication
Liste non exhaustive
- (en) Majid Saeedi, Life in War, FotoEvidence, 2014, 120 p. (ISBN 978-0989486613)

## Expositions
Liste non exhaustive
- 2014 : « Life in War », 25e édition de Visa pour l’image, Perpignan[4]
- 2015 : « La vie en temps de guerre », Festival Photoreporter, carré Rosengart, Saint Brieuc[15]
- 2016 : « Afghanistan, a Land of Continuous Conflicts », Siena International Photography Awards & Festival[14]

## Prix et distinctions
- 2009 et 2005 : Award of Excellence Pictures Of Year International, US[16]
- 2010 : UNICEF : Award, (Germany)[17]
- 2010 : International Press Photo Contest (CHIPP), China[18]
- 2010 : Henri Nannen Award, Germany[18]
- 2011 : Lucie Awards, US[19]
- 2012 : Robert F. Kennedy Journalism Award, US[20]
- 2013 : World Press Photo, Photo Contest, Contemporary Issues, Stories, 2e prix pour « Life in War »[21]
- 2013 : National Press Photographers Association (NPPA), US[22]
- 2013 : International Press Photo Contest (CHIPP), China[23]
- 2013 : RPS Wall Grant, Japan[24]
- 2014 : Master Award, Italy[25]
- 2014 : Foto Evidence Book Award, pour son projet « Life in War », US[26]
- 2014 : Prix Lucas Dolega pour son reportage de quatre ans en Afghanistan, « Life in War »[5],[7]
- Nommé « Iran’s Photographer of the Year » à huit reprises[8].